# Mannenberg (Lied)

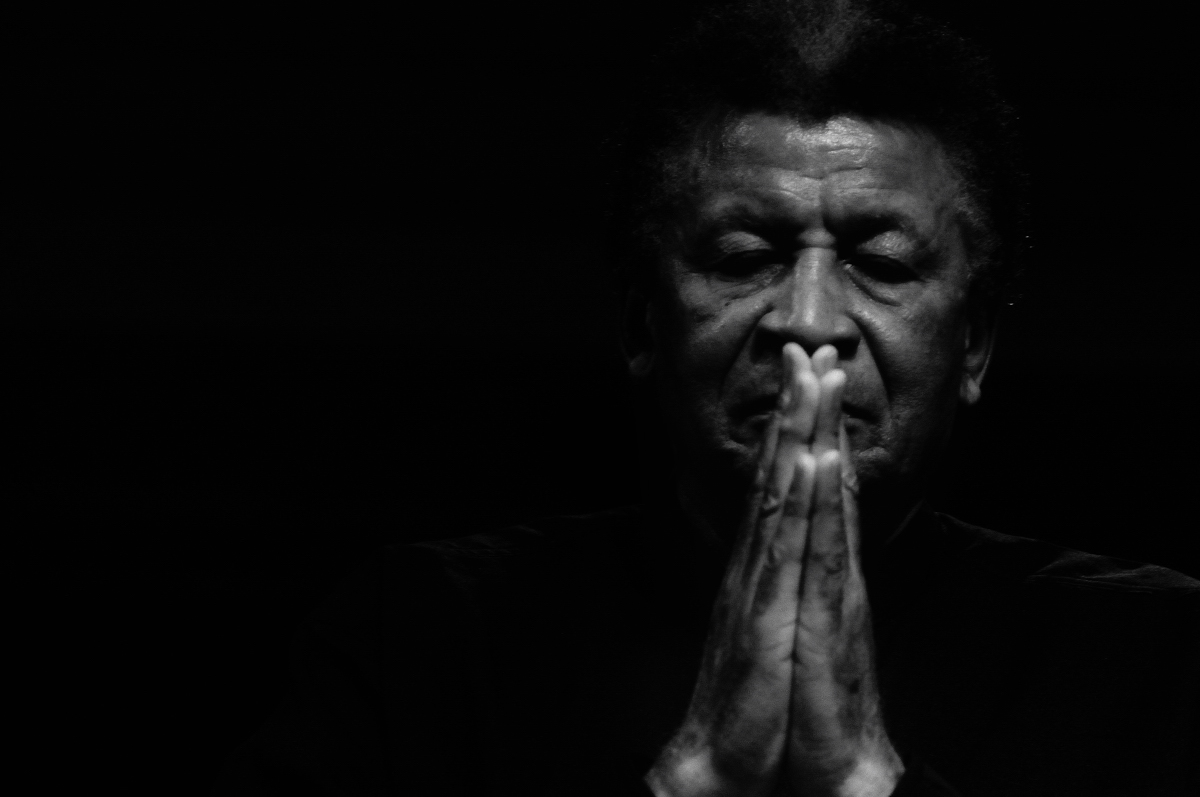
Abdullah Ibrahim (undatiert)

Mannenberg ist ein Musikstück von Abdullah Ibrahim, das 1974 erstmals auf Schallplatte erschien. Es gilt als Symbol gegen die damalige Apartheidpolitik in Südafrika. Der Titel bezieht sich auf das Township Manenberg nahe Kapstadt, das von zwangsumgesiedelten Coloureds bewohnt wurde. Das Stück ist dem Cape-Jazz zuzurechnen.

## Vorgeschichte
Ende der 1960er Jahre forderte Ibrahim mit einer Reihe von Artikeln in der Zeitung Cape Herald vor allem die Coloureds auf, sich auf ihre afrikanischen Traditionen zu besinnen. Er erhielt aber kaum Resonanz, hatte auch keinen kommerziellen Erfolg und emigrierte 1969 in die USA.
Gelegentlich kehrte Ibrahim nach Südafrika zurück. 1974 veröffentlichte er die Langspielplatte Underground in Africa, produziert von Rashid Vally und eingespielt mit der Band Oswietie. Das Album verkaufte sich relativ gut.

## Geschichte
Im Juni desselben Jahres nahm Ibrahim in einem Studio in der Kapstädter Bloem Street mit Basil Coetzee (Tenorsaxophon, Querflöte), Robbie Jansen (Altsaxophon, Querflöte), Morris Goldberg (Altsaxophon), Paul Michaels (Bass) und  Monty Weber (Schlagzeug) das Stücke Mannenberg auf, ebenfalls von Vally produziert. Die Band hatte Coetzee, der wie Jansen bei Oswietie spielte, für Ibrahim zusammengestellt.
Die 13:37 Minuten lange Aufnahme beruht weitgehend auf Improvisation. Ibrahim begann auf dem Klavier, die anderen Musiker, beginnend mit Coetzee, forderte er schrittweise zum Mitspielen auf. Laut Ibrahim wurde das Stück für die Aufnahme nur einmal gespielt, nach anderen Angaben ein- oder zweimal.
Um den metallischen Sound des Marabi zu erzeugen, waren die Hämmer des Klaviers mit Reißnägeln versehen. Die einzige Textzeile, kurz vor Ende des Stücks, lautet Oh Mannenberg! Jy kan na New York gaan, maar ons bly hier in Mannenberg (Afrikaans; etwa: „O Manenberg! Du kannst nach New York reisen, aber wir bleiben hier in Manenberg“).
In den USA wurde das Album 1977 bei Chiaroscuro Records als Cape Town Fringe veröffentlicht, das Stück Mannenberg trug ebenfalls den Titel Cape Town Fringe. Die kürzere Version Mannenberg (Revisited) nahm Ibrahim 1985 mit den US-amerikanischen Musikern Carlos Ward (Querflöte), Ricky Ford (Tenorsaxophon), Charles Davis (Baritonsaxophon), Dick Griffin (Posaune), David Williams (Bass) und Ben Riley (Schlagzeug) auf. Sie erschien unter anderem auf Ibrahims Alben Water from an Ancient Well (1986) und The Mountain (1989).

## Stil
Das Stück basiert auf einer Mbaqanga-Melodie des Trompeters Elijah Nkonyane aus den späten 1950er Jahren. Auch eine um 1960 entstandene Mbaqanga-Melodie von Zacks Nkosi, die als Jackpot veröffentlicht wurde, wird als mögliches Vorbild gesehen, so dass Nkosis Nachfahren später Plagiatsvorwürfe erhoben.
Weitere Stilmittel von Mannenberg neben Mbaqanga sind Marabi, Xhosa-Ragtime, Choral, Folkmusik der Cape Coloureds, Kwela, US-amerikanischer Swing und Township-Rhythmen. Nach einer anderen Lesart wird das eigentliche Jazz-Stück auch durch die Stilrichtungen ticky-draai (ein schneller Volkstanz der Buren), ghoema (auf das Schlagzeug bezogen) und langarm (ebenfalls ein Tanz der Buren und Coloureds, hier auf das Saxophonspiel bezogen) geprägt. Die Stilrichtung wurde später als Cape-Jazz bezeichnet; neben Mannenberg gab es aber auch andere stilbildende Stücke.

## Veröffentlichung und Erfolg
Die Langspielplatte mit dem Titel Mannenberg – Is Where It’s Happening erschien zuerst bei Vallys Label As-Shams (auch The Sun) als Album von „Dollar Brand“. Mannenberg füllt die A-Seite; auf der B-Seite befindet sich das Stück The Pilgrim, das mit 12:47 Minuten ähnlich lang ist.
Für das Album war der Titel Mrs. Williams from Mannenberg vorgesehen. Gladys Williams war die Haushälterin des Altsaxophonisten Morris Goldberg. Der Titel wurde verworfen, aber ein Foto der Frau sowie vierer Jungen im Hintergrund, von Ibrahim aufgenommen, befindet sich auf dem Cover des Albums.
Schon bevor die Schallplatte erschien, spielte Vally das Stück vor seinem Schallplattengeschäft in Kapstadt und stieß damit auf großes Interesse. Die Schallplatte verkaufte sich gut, in der ersten Woche wurden 5000 Stück verkauft, nach sieben Monaten rund 43.000. Schließlich trat Vally seine Rechte am Vertrieb des Albums an Gallo Records ab. Nach zwei Jahren war es das meistverkaufte Jazzalbum Südafrikas. Basil Coetzee, der damals im Township Manenberg lebte, erhielt infolge des Liedes seinen Spitznamen Manenberg bzw. Mannenberg.
Ab 1975 lebte Ibrahim erneut in den USA. Coetzee und Jansen spielten das Lied in den Jahren nach dem Aufstand in Soweto 1976 oft auf Anti-Apartheid-Veranstaltungen. In der Folge wurde es als Protestlied populär und gelegentlich als „inoffizielle Nationalhymne“ bezeichnet. Dabei sei es laut John Edwin Mason durch seine „schwungvolle Melodie“ und den „sanften, hypnotischen Groove“ nicht typisch für dieses Genre.

## Rezeption
Seinen anfänglichen Erfolg hat das Stück laut Mason erhalten, weil es „eine unbekannte Mischung bekannter Zutaten“ gewesen sei. Wegen der Vielfalt der Stilmittel wurde dem Stück bescheinigt, „einen Sinn für Freiheit und kulturelle Identität“ zu vermitteln. Es habe „fast universelle Anerkennung als ikonischstes aller südafrikanischen Jazzstücke“ erhalten. Laut Mason hatte das Stück für die meisten Südafrikaner – der unterschiedlichen Bevölkerungsgruppen – etwas Bekanntes, um sich daran klammern zu können, und etwas Exotisches, um sich dafür begeistern zu können.
Laut Abdullah Ibrahim war das Stück für die Musiker eine „Bestätigung […], dass unsere eigene Kultur Gültigkeit besitzt“. Lindsay Jones nannte das Stück in einem 2014 erschienenen Aufsatz „klagend, leidenschaftlich und ätherisch schön“.
Eine Schallplatte mit dem Lied wurde laut Ibrahim von einem Anwalt auf die Gefängnisinsel Robben Island geschmuggelt und dort über die zentrale Lautsprecheranlage abgespielt. Das Stück soll bei den politischen Gefangenen, darunter Nelson Mandela, Zuspruch und Hoffnung ausgelöst haben.
Mannenberg ist Teil des Soundtracks des 2002 veröffentlichten Dokumentarfilms Amandla!: A Revolution in Four-Part Harmony über die Rolle der Musik im Anti-Apartheid-Kampf.
Vor dem Aufnahmestudio in Kapstadt befindet sich eine Skulptur aus sieben Röhren aus nichtrostendem Stahl, die die ersten sieben Töne von Mannenberg ergeben, wenn man sie etwa mit einem Stock anschlägt.